# Людовик IV Дитя
Людовик IV Дитя (нім. Ludwig das Kind; вересень або жовтень 893, Альтеттінг — 20 / 24 вересня 911, Франкфурт-на-Майні) — король Східно-Франкського королівства з 21 січня 900, син імператора Арнульфа Каринтійського і Оди Франконської.

## Біографія
Людовик був обраний королем на з'їзді в Форхгаймі, що зібрався в січні 900, а пізніше, 4 лютого, він був коронований. Попри дитячий вік Людовик був центром державного життя. Все ж він не міг навчати власний уряд, оскільки дуже часто був хворий і занадто фізично слабкий. Фактичними володарями були дворяни і єпископи, що дозволяє припустити, що якраз слабке здоров'я Людовика було причиною для його підвищення. Його найвпливовішими консультантами були архієпископ Майнца Хатті I і єпископ Констанца Саломон III.
У цей трагічний час всім кордонам держави загрожували вороги, а внутрішня єдність дала помітні тріщини. У багатьох землях вельможі самовільно захоплювали владу і брали титули герцогів. Час правління Людовика був епохою внутрішніх розладів в Німеччині і ганебних поразок від зовнішніх ворогів. Угорці кожен рік ходили грабувати ту чи іншу область країни. У 910 Людовик, зібравши нарешті велике військо, вступив у бій з угорцями на рівнині при берегах Леха. Угорці спершу кинулися на франків, а після цього почали відступати. Франки подумали, що перемога в їхніх руках, і розпочали переслідування. Тим часом угорці заманили їх у засідку, з великою стрімкістю вдарили й розбили. Людовик змушений був просити миру і отримав його лише з умовою виплати щорічної данини. Незабаром після цього він захворів і помер. З його смертю в Німеччині остаточно перервався рід Каролінгів.